# Egregiae Virtutis
Egregiae Virtutis (в превод от латински: За безпримерно достойнство) е апостолическо послание на папа Йоан Павел II, от 30 декември 1980 г., с което солунските братя Св. св. Кирил и Методий се обявяват за съпокровители на Европа.